# SCRAMBLE
『SCRAMBLE』（スクランブル）は、ASKAの7枚目のオリジナル・アルバム。2012年10月17日に発売された。発売元はユニバーサル シグマ。

## 解説
オリジナル・アルバムとしては『SCENE III』以来、7年ぶりである。Live Blu-ray Disc 『ASKA CONCERT 2012 昭和が見ていたクリスマス!? Prelude to The Bookend』も同時発売された。
既発表曲のうち、「UNI-VERSE」と「L&R」の2曲がリミックスされ収録されている。
ASKAは、「かなりやりたかったこと、やりたいことを込めることができたアルバム」と述べている。
アルバム・パッケージはMusic Video収録のBlu-ray Discに加え、24ページのLYRICS BOOKと48ページのPICTURE BOOKが同梱された特殊仕様となっている。
また、本作発売に合わせてASKA初のMOOK本『ぴあ&ASKA』が発行された。

## 収録曲
| 全作曲: ASKA。 |                                  |                |            |                  |      |
| #              | タイトル                         | 作詞           | 作曲・編曲 | 編曲             | 時間 |
| 1.             | 「UNI-VERSE (Album Mix)」        | ASKA           | ASKA       | 澤近泰輔         | 5:26 |
| 2.             | 「いろんな人が歌ってきたように」 | ASKA           | ASKA       | 澤近泰輔         | 4:16 |
| 3.             | 「朝をありがとう」               | ASKA           | ASKA       | 十川ともじ       | 4:57 |
| 4.             | 「L&R (Album Mix)」              | ASKA           | ASKA       | ASKA             | 4:42 |
| 5.             | 「どんなことがあっても」         | ASKA           | ASKA       | 澤近泰輔         | 4:48 |
| 6.             | 「SCRAMBLE」                     | ASKA           | ASKA       | ASKA、旭純       | 3:46 |
| 7.             | 「歌の中には不自由がない」       | ASKA           | ASKA       | ASKA、旭純       | 4:09 |
| 8.             | 「あなたが泣くことはない」       | ASKA、松井五郎 | ASKA       | 村田努、小笠原学 | 5:07 |
| 9.             | 「水ゆるく流れ」                 | ASKA           | ASKA       | 澤近泰輔         | 5:46 |
| 10.            | 「僕の来た道」                   | ASKA           | ASKA       | 澤近泰輔         | 4:39 |
| 合計時間:      | 合計時間:                        | 合計時間:      | 合計時間:  | 47:36            |      |

| #  | タイトル                                      | 作詞 | 作曲・編曲 |
| -- | --------------------------------------------- | ---- | ---------- |
| 1. | 「UNI-VERSE」(Music Video)                    |      |            |
| 2. | 「いろんな人が歌ってきたように」(Music Video) |      |            |
| 3. | 「朝をありがとう」(Music Video)               |      |            |
| 4. | 「歌の中には不自由がない」(Music Video)       |      |            |
| 5. | 「あなたが泣くことはない」(Music Video)       |      |            |
| 6. | 「僕の来た道」(Music Video)                   |      |            |

## 楽曲解説

### CD
※各曲の詳細は、『SCRAMBLE』 Official Web Site を参照。
1. UNI-VERSE (Album Mix)
2008年10月1日発売のシングル。テレビ東京系『ワールドビジネスサテライト』エンディングテーマに起用された。
ASKAはシングル音源のままアルバムに収録する意向であったが、スタッフからミックスをやり直したいという意見があり、リミックスに踏み切った。
ASKA自身、とても思い入れのある楽曲であるという。
2. いろんな人が歌ってきたように
本作の中で、最もASKA自身が投影された楽曲だとしている。
「曲を作るとき、テーマになるべくたくさんの粒を集めて、そこから何を歌っていくべきかを決めていくんですが、最終的に行き着く答えは、“愛”を大事に歌っていくことなんだと思うんです。結局、シンガーはみんなここに向かって歩いていくんだな、それを照れなく歌っていけるものなんだな……。こういう考えに気づいたシンガーのひとりでいられて良かった。」と述べている。
3. 朝をありがとう
「歌の中には不自由がない」とともに、2012年1月のコンサートで“新曲”として初披露された楽曲。
どんなに楽しくても、どんなに悲しくても、時間は進んでいく。時間がいろんなことを片づけてくれるならば、毎日やってくる朝に感謝し、「朝をありがとう」という気持ちで作った楽曲だとしている。
4. L&R (Album Mix)
2009年2月25日に発売された「あなたが泣くことはない」のカップリング曲。ASKAの単独編曲[5]。
発表当時はCHAGE and ASKAの無期限活動休止が発表されてから間もない頃で、ASKAがその事についての素直な心境を楽曲にしたものである。
発表当初からコンサートで披露された楽曲であったため、アルバムには前に進んでいく力強さが出るようなミックスで収録した。ASKAはこのミックスがお気に入りで、ミックスダウン後は自宅でもよく聴いていたという。
5. どんなことがあっても
ASKAが自分に向けて作った曲。
どんなことがあっても、どんな本当のことでも、どんな誤解でも、この人の側にいたいと思ってもらえるような“歌”。そういうものを書いてみたい……と・切に思っている曲。
6. SCRAMBLE
2008年頃、ASKAが南米へ旅行をした際、メキシコ滞在時にインスパイアされた楽曲である[6]。サウンドは、昭和歌謡を意識したという。本作収録曲の中で比較的早い段階で曲は制作されていた。
しかし歌詞に関しては、最初は女性目線の歌詞で取り掛かってみたが納得がいかず、男性目線に切り替えてはまた女性目線に戻したりなどと、完成までに相当な紆余曲折があった楽曲。
レコーディング終盤にタイトルと歌詞のアイデアが浮かび、結果として、本作の中で最後に完成した楽曲となった。
7. 歌の中には不自由がない
『ASKA CONCERT 2012 昭和が見ていたクリスマス!? Prelude to The Bookend』開催日の2012年1月21日に、配信限定シングルとして突如発売された楽曲である。
今、自分たちが知り得ることはちょっとした表面的なことで、実はその裏には様々な事情が絡みながら物事が進んでいっている。自分たちはそれを知りながらも、受け止めて前に進んでいくしかないんだということが言い表された楽曲。
8. あなたが泣くことはない
2009年2月25日発売のシングル。木村祐一初監督映画『ニセ札』の主題歌となった。
一番表現したかったのは2コーラス目の冒頭、「冷たい雨も 降り注ぐ光も 見上げようとすれば 同じ顔になる」の部分だという。
9. 水ゆるく流れ
松本晃彦編曲による原曲（インストゥルメンタル）が、2008年にTOYOTA・プリウスのアジア圏向けCMに起用された（日本国内では放送されていなかった）。
ASKAが近しい人たちの身内が亡くなる経験が増えた事を受け、すべての出来事に感謝しなくてはいけないと思うようになった。それは、友人たちへの感謝の気持ちは勿論だが、同時にその友人たちのご両親に対しての感謝の気持ちもあった。友人を産んでくれ、会わせてくれた事、導いてくれた事への感謝。そういう、ひとつ向こうにいる人への感謝の気持ちを綴った楽曲。
10. 僕の来た道
2010年2月に開催したコンサート『ASKA 10DAYS SPECIAL グッバイ&サンキュー東京厚生年金会館 -ここにあなたの足跡を-』アンコール時に披露された曲。その際にまだ歌詞はなく、「ラララ」のスキャットのみで歌われていて、満を持してアルバムに収録された。
ASKAは、「堂々と生きていけるっていうのは、どういうことなんだろう」と考えたことがあり、人の表情と内面のバランスを考えながらも、誰かに見られているならば、「どうあっても堂々としていたい」という思いを表した楽曲となっている。ASKAはそれを「ハンサムな道」という言葉にしている。

### Blu-ray Disc
※ミュージック・ビデオが収録されている。
| 01 | UNI-VERSE                    | Music Video - YouTube |
| 02 | いろんな人が歌ってきたように | Music Video - YouTube |
| 03 | 朝をありがとう               | Music Video - YouTube |
| 04 | 歌の中には不自由がない       | Music Video - YouTube |
| 05 | あなたが泣くことはない       | Music Video - YouTube |
| 06 | 僕の来た道                   | Music Video - YouTube |

## 参加ミュージシャン
| UNI-VERSE (Album Mix) - Drums：山木秀夫 - Bass：惠美直也 - Guitars：鈴川真樹 - Piano：澤近泰輔 - Strings：クラッシャー木村 - Programming：小笠原学 いろんな人が歌ってきたように - Drums：江口信夫 - Bass：MECKEN - E.Guitar：鈴川真樹 - Piano：澤近泰輔 - Strings：クラッシャー木村 朝をありがとう - Bass：MECKEN - E.Guitar：西川進、鈴川真樹 L&R (Album Mix) - Drums：江口信夫 - Bass：惠美直也 - E.Guitar：鈴川真樹 - Piano：旭純 - B.Harp：ASKA - Programming：小笠原学 どんなことがあっても - Drums：江口信夫 - Bass：MECKEN - E.Guitar：鈴川真樹 - Piano：澤近泰輔 | SCRAMBLE - Drums：江口信夫 - Bass：惠美直也 - A.Guitar：鈴川真樹 - Organ：旭純 - Programming：小笠原学 歌の中には不自由がない - Drums：江口信夫 - Bass：惠美直也 - Guitar：鈴川真樹 - Programming：小笠原学 あなたが泣くことはない - Bass：惠美直也 - E.Guitar：村田努 - A.Guitar：狩野良昭 - Programming：小笠原学 水ゆるく流れ - Bass, E.Guitar：石崎光 僕の来た道 - Drums：村石雅行 - Bass：MECKEN - E.Guitar：鈴川真樹 - Piano：澤近泰輔 |